# Jeu de simulation gouvernementale
Un jeu de simulation gouvernementale ou politique est un jeu qui tente de simuler, tout ou partie, la politique du gouvernement d'une nation fictive ou existante. Ces jeux peuvent inclure des situations géopolitiques (impliquant, par exemple, la formation et l'exécution de la politique étrangère), la création de politiques nationales ou la simulation de campagnes politiques. Ils diffèrent du genre des wargames classiques en raison de leur volonté de faire abstraction, de toute ou d'une partie, de l'action militaire. 

## Histoire
Des jeux basés sur la géopolitique et les élections existaient bien avant l’émergence des ordinateurs personnels et leur capacité à traiter rapidement de grandes quantités de données statistiques. L’un des premiers jeux de ce genre est The Game of Politics, créé par Oswald Lord en 1935 et imprimé jusqu'en 1960. En 1959, le jeu de société Diplomatie est commercialisé. Il se distingue des autres jeux de guerre par une phase de négociation au cours de laquelle les joueurs concluent des accords avec d’autres joueurs, puis exécutent simultanément des mouvements militaires. La politique nationale est restée un domaine vital du jeu de société, avec des produits tels que Die Macher en 1986 présentant des élections en Allemagne et Wreck the Nation, qui fait la satire de la politique des États-Unis sous l'administration de George W. Bush. Avec la commercialisation de NationStates qui est une simulation basée sur un site web permettant de créer et de personnaliser une politique nationale, aux joueurs de définir la politique de leur nation au moyen de questions qu’il reçoit de manière ajustable. 
Diplomatie a été l'un des premiers jeux à révolutionner la pratique du jeu de simulation gouvernementale. Sa principale innovation est un jeu au tour par tour par correspondance. Il connaîtra un grand succès joué en ligne par courriel dans les années 2000.

## Jeux informatiques
Les ordinateurs devenant de plus en plus sophistiqués, les jeux de ce genre sont passés de la messagerie électronique à des simulations plus complexes. Le premier jeu politique qui se fait connaître en Europe est Dictator (jeu vidéo), publié en 1983 par DK'Tronics et fonctionnant sur ZX Spectrum. Balance of Power, un des premiers jeux à être conçu par Chris Crawford et publié en 1985, met en scène des conflits au plus fort de la guerre froide,. Il s'appuie sur des décisions politiques pour gagner la guerre en softpower plutôt qu'en hardpower. Dans ce jeu, tout conflit armé entraîne systématiquement une guerre nucléaire, de ce fait, la diplomatie devient un élément central.
Il existe d'autres jeux sur la guerre froide comme Conflict: Middle East Policy Simulator créé par Virgin Interactive, la crise de Spectrum HoloByte au Kremlin ou encore l’agenda cachée. 
Le jeu Conflict simulated développe une situation hypothétique durant l'année 1997 où vous assumez le rôle de Premier ministre israélien qui est obligé d'employer diverses directives diplomatiques et secrètes pour vaincre ses nations rivales. Entouré de nations hostiles, le joueur est contraint par une force militaire très limitée et des moyens pacifiques de maintenir le pouvoir en place jusqu'à ce qu'il se dote de systèmes d'armement et de pouvoirs plus avancés.
Dans Crisis in the Kremlin, l'utilisateur peut jouer le rôle de l'un des politiciens soviétiques suivants: Mikhaïl Gorbatchev, entamant une politique de réformes ; Yegor Ligachev, imposant une ligne dure ; ou Boris Eltsine, proposant une ligne politique, plus nationaliste. Le joueur peut utiliser la simulation pour tester certaines stratégies visant à faire basculer l’Union soviétique en faillite dans une nouvelle ère de prospérité ou à forcer sa dissolution et son intégration dans le nouvel ordre mondial. Ce jeu introduit le concept de gestion budgétaire, de satisfaction des citoyens et des partis politiques, ainsi que de multiples valeurs économiques et politique. 
Dans Hidden Agenda, l'utilisateur joue le rôle du président de Chimerica, un pays d'Amérique centrale post-révolutionnaire, qui tente de jongler avec les relations internationales et les besoins des citoyens du pays. 
Dans Virtonomics, les joueurs peuvent participer aux élections à trois niveaux: des élections municipales pour devenir maire, des élections gouvernementales et des élections présidentielles. Les joueurs peuvent modifier les taxes, les droits de douane, les taux de location, les frais de transport et régler le budget ayant un incident sur le système macroéconomique du pays.
Les premiers jeux de simulation politique étaient davantage destinés à l'éducation qu'au divertissement. En 1987, On the Campaign Trail a été développé comme outil dans le programme de gestion de campagne politique de la Kent State University. Il a permis aux étudiants de prendre des décisions concernant les campagnes pour les élections au Sénat des États-Unis de 1970 à 1986. marché développé pour les jeux emballés comprenant des élections et des campagnes. 
Le jeu Power Politics de 1992 était axé sur les campagnes politiques menées aux États-Unis (mais pas sur la gestion du pays après les élections). En 1996, il a été adapté au jeu électoral de Doonesbury, conçu par Randy Chase (également acteur de Power Politics) et publié par Mindscape, dans lequel les joueurs ont à mener une campagne avec l'aide d'un groupe de conseillers choisis parmi des personnages de la bande dessinée de Doonesbury. Une nouvelle version, intitulée Power Politics III, a été publié en 2005. En 2004, Stardock a publié Political Machine, dans lequel le joueur guide un candidat au cours d'un cycle électoral de 41 semaines pour le président des États-Unis, élaborant des politiques et adaptant un talk-show (apparences et contenu du discours). Le jeu est fortement lié aux méthodes de sondage modernes, utilisant des commentaires en temps réel sur l'impact de la stratégie de campagne sur le nombre de sondages. En 2006, TheorySpark a publié President Forever 2008 + Primaries, un jeu de simulation électorale permettant au joueur de contrôler de manière réaliste toute une campagne électorale par le biais des primaires et des élections générales. President Forever 2008 + Primaries, une suite au très réussi élection générale sim President Forever, publié en 2004. 
Certains jeux du genre impliquent l’adoption de politiques et de décisions budgétaires pour influencer les électeurs. Un de ces jeux est Democracy, publié en 2005 par Positech Games. Dans Democracy, les joueurs décident à chaque tour des politiques à soutenir. Au fur et à mesure que les virages avancent, le joueur voit comment leur cote de soutien change chez des catégories d'électeurs. Les candidats font des promesses avant chaque élection et leur non-respect peut entraîner une baisse du soutien durant la campagne de réélection du joueur. D'autres exemples sont la série de Geo-Political-Simulator, produite par Eversim, offrant un éventail de choix en matière de politique intérieure et de décisions basées sur les problèmes géopolitiques actuels ainsi que la série de Tropico. 
On peut également trouver des jeux qui placent le joueur dans le siège d’un chef d’État, tels que SuperPower, et sa suite, SuperPower 2, dont les objectifs sont de produire une stabilité et une prospérité économiques. Le jeu tourne principalement autour de la politique étrangère, avec des possibilités d'interagir avec d'autres pays. Le jeu comprend un grand nombre de traités de la vie réelle qui influencent les pays.

## Jeux en ligne
Les jeux en ligne tels que les NationStates permettent aux joueurs de gérer les décisions quotidiennes de chaque gouvernement et de rivaliser avec des nations rivales,. Des jeux moins structurés se jouent également sur des forums en ligne, où les joueurs gèrent les gouvernements et les nations selon un ensemble de règles convenues. Ces jeux de simulation basés sur des forums - souvent connus sous le nom de "Polsims" - simulent la politique d'un pays donné tout au long de rounds se déroulant à différentes périodes. Tous les "Polsims" n'ont pas lieu au niveau national. Certains "Polsims" ont lieu au niveau international, tandis que d'autres se déroulent au niveau de l'État ou au niveau local. Les joueurs qui jouent à ces jeux jouent de rôle de politiciens fictifs, participent à des débats, à des activités médiatiques et à des élections simulées. Le réalisme est fortement souligné par les sujets clés de la journée qui sont souvent débattus et discutés par les joueurs et les administrateurs (et sont capables de façonner le monde du jeu comme bon leur semble).   
Dans d'autres jeux en ligne, les joueurs s'inscrivent, postulent à un poste vacant (pays ou personne à l'intérieur d'un pays, tel qu'un homme politique ou un général de l'armée) et organisent des activités de jeu par le biais de journaux ou d'autres activités ou (plus généralement) par l'intermédiaire de maîtres de jeu. Le réalisme et la coopération ont tendance à être fortement promus dans de tels jeux.   

## Jeux similaires

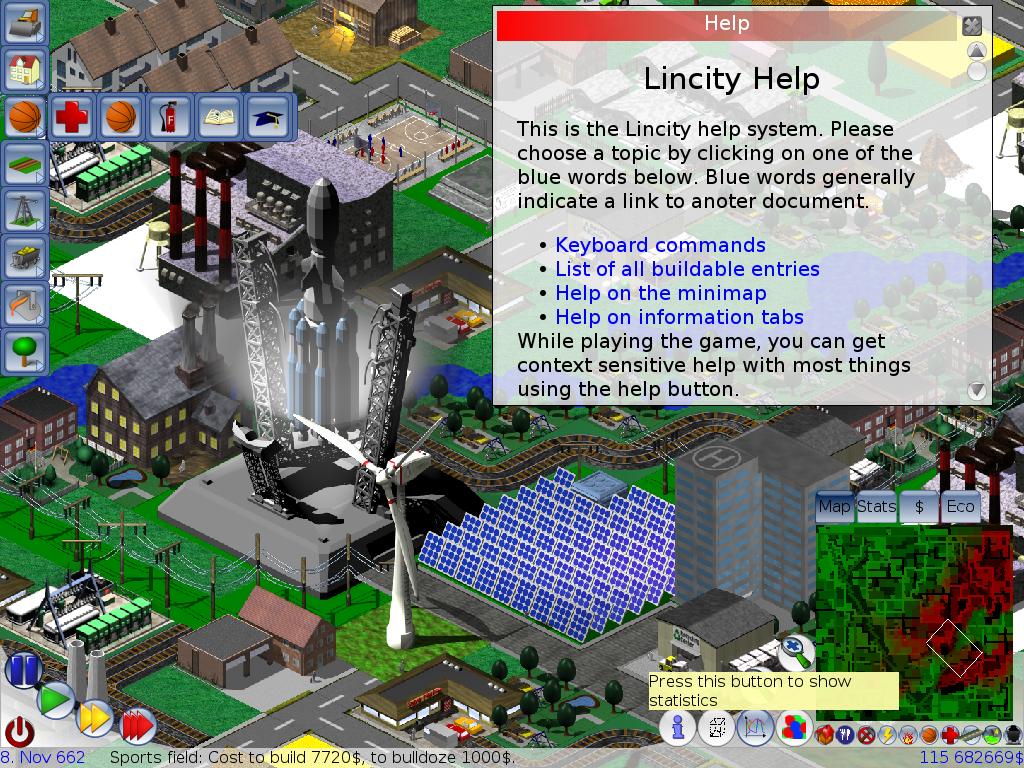
Les jeux de construction de ville, tels que Lincity, obligent le joueur à gérer les fonctions principales d'une ville.

D'autres simulations de construction et de gestion nécessitent une gestion par le gouvernement. Par exemple, des city-builders tels que la série de jeux SimCity développés et publiés par Maxis simulent l'exercice d'un maire. SimCity propose un environnement en temps réel dans lequel le joueur peut créer des zones pour le développement de la ville, construire des routes, des services publics d’alimentation en eau et en électricité, et observer le développement de la ville en fonction de ses décisions. Le jeu a été publié en 1989 et en 2013, il en était à sa cinquième version majeure.
Les jeux vidéo de stratégie utilisent fréquemment les défis de gestion du gouvernement. Les jeux 4X nécessitent la gestion d'un gouvernement, qu'il soit tribal ou interstellaire. Cela comprend des tâches telles que la construction d’infrastructures et la conduite des échanges. Galactic Civilizations II exige des joueurs qu’ils gèrent leur classement d’approbation afin de maintenir leur parti politique au pouvoir. La politique intérieure est parfois abstraite et met davantage l'accent sur les conflits internationaux. Par exemple, la série Civilization donne aux joueurs un contrôle total sur les ressources, et pour restructurer radicalement un empire, il suffit de cliquer sur le bouton "révolution!".   
D'autres jeux de stratégie mettent l'accent sur la gestion gouvernementale à des degrés divers. Par exemple, dans les jeux Hearts of Iron (définis dans la Seconde Guerre mondiale), la population civile n’est qu’un facteur avec partisans et main-d’œuvre, alors qu’à Victoria, un joueur doit non seulement «taper» et conquérir, mais aussi mettre en œuvre la deuxième révolution industrielle tout en protégeant de véritables révolutions politiques telles que les bouleversements de 1848 et la révolte communiste.   
Le gouvernement et la politique ont également été intégrés aux jeux d’aventure. Dans A Mind Forever Voyaging, publié par Infocom en 1985, la fiction interactive dans laquelle le joueur peut contrôler un ordinateur sensible capable d'expérimenter de futurs scénarios potentiels en fonction de diverses décisions de politique publique. Newsweek a déclaré à propos du jeu: "Ce n'est pas 1984, mais à certains égards, il est encore plus effrayant."
Le jeu Spore sorti en 2008 comporte une étape "Civilisation" dans laquelle le joueur contrôle les véhicules et interagit avec d'autres villes jusqu'à ce qu'il ait le contrôle des 12 villes.

## Formation et éducation
Au-delà du divertissement, ces jeux ont des applications pratiques dans la formation et l'éducation du personnel gouvernemental. Des simulations de formation ont été créées pour des sujets tels que la gestion des politiques en matière d'application de la loi (telles que le profilage racial), la simulation de la carrière d'un officier militaire et la gestion des hôpitaux en situations d'urgence. iCivics propose également des jeux tels que Branches of Power ou Executive Control. 

## Liste de jeux de simulation gouvernementale
- American Government Simulation (2018)
- Aveneia (2019)
- Balance of Power (1985)
- Bandit Kings of Ancient China (1989)
- Clans to Kingdoms (2019)
- Conflict: Middle East Political Simulator (1990)
- Crisis in the Kremlin (1991)
- Crisis in the Kremlin (2017)
- Ostalgie: The Berlin Wall (2018)
- China: Mao's Legacy (2019)
- Collapse: A Political Simulator (2021)
- Crusader Kings (2004)
  - Crusader Kings 2 (2012)
  - Crusader Kings 3 (2020)
- CyberJudas (1996)
- Destiny of an Emperor (1989)
- Diplomatie (1959)
- Democracy (2005)
  - Democracy 2 (2007)
  - Democracy 3 (2013)
  - Democracy 4 (2020)
- Empirestrades (2019)
- eRepublik (2008)
- Floor 13 (1991)
- Série Geo-Political Simulator
  - Mission Président (2008)
  - Rulers of Nations (2010)
  - Masters of the World (2013)
  - Power and Revolution (2016)
- Hidden Agenda (1988)
- Jennifer Government: NationStates (2002)
- Lawgivers (2019)
- Nations: Dawn of an Era
- The Political Machine (2004)
  - The Political Machine 2008 (2008)
  - The Political Machine 2012 (2012)
  - The Political Machine 2016 (2016)
- Politics and War
- Particracy Classic (2005)
- Power Politics
- President Elect (1981)
- President Forever 2008 + Primaries (2006)
- Republic: The Revolution (2003)
- Res Publica Romana (1990)
- Romance of the Three Kingdoms (1985-2016)
- Shadow President (1993)
- SuperPower (2002)
  - SuperPower 2 (2004)
- Série Supreme Ruler
  - Supreme Ruler 1936 (2014)
  - Supreme Ruler 2010 (2005)
  - Supreme Ruler 2020 (2008)
  - Supreme Ruler Cold War (2010)
  - Supreme Ruler Ultimate (2014)
  - Supreme Ruler The Great War (2017)
- Suzerain (2020)
- Série Tropico (2001–)
- Twilight Struggle (2005)